# Georg Wilhelm Friedrich Hegel
Georg Wilhelm Friedrich Hegel (Stuttgart, 1770. augusztus 27. – Berlin, 1831. november 14.) német filozófus, egyetemi tanár; a klasszikus német filozófia és a német idealizmus legnagyobb és legjelentősebb képviselője.

## Élete
Sváb családban született Württemberg tartományban. Apja Georg Ludwig Hegel számvevőszéki titkár, anyja Maria Magdalena Fromm, rangos polgárcsalád lánya. A stuttgarti gimnázium elvégzése után 1788-ban beiratkozott a tübingeni Stiftbe, ahol teológiát és filozófiát hallgatott, 1793-ban megvédte teológiai disszertációját. Néhány évig Bernben és Frankfurt am Mainban házitanítói munkát végzett, később a Jénai Egyetemen habilitált. („De orbis planetarum” c. disszertáció 1801. augusztus 27-én.) 1801-től magántanárként Jénában egyetemi előadásokat tartott, 1805-ben rendkívüli egyetemi tanár lett. A jénai csata zavarai után 1807-ben Bambergbe ment, ahol újságszerkesztéssel foglalkozott. 1808-tól Nürnbergben a Szent Egyed gimnázium rektora és professzora volt, ugyanitt dolgozta ki a Philosophische Propädeutik c. munkáját, mely azonban akkor csak litográfiában jelent meg. 1816-tól 1818-ig Heidelbergben tanított, majd 1818-tól haláláig (1831) Berlinben.
1798-ban publikálta első írását, egy Watland politikai viszonyairól szóló röpirat fordítását, melyhez saját megjegyzéseket csatolt. 1800-ban Schellinggel együtt szerkesztette a Filozófia kritikai újsága (Kritisches Journal der Philosophie) c. közlönyt. 1806-ban befejezte első és egyben egyik legjelentősebb könyvét, A szellem fenomenológiáját (Phänomenologie des Geistes). Hegel eleinte mint Schelling követője szerepelt, míg ezen jelentőségteljes művével nemcsak éles birálatot gyakorolt Schelling és iskolája felett, hanem e munkájában eredeti módszerével, a dialektikával is a nyilvánosság elé lépett.
1806-ban Jénában meghatározó élményben volt része: a franciák számára győztes csata után láthatta Napóleont, akit „világlélek” (németül Weltseele, azaz a történelem folyamatának megtestesítője) néven titulált levelében.
Ezt követően Nürnbergbe ment, ahol gimnáziumi rektor lett. Itt fejezte be második legnagyobb művét, a három kötetes Logika tudományát (1812–1816). A mű hatására meghívták a Heidelbergi Egyetem filozófiai tanszékére, ott írta A filozófiai tudományok enciklopédiáját (1817).
1818-ban azonban Altenstein porosz miniszter közvetítése folytán a berlini egyetemen foglalt el állást. Ekkorra a legnagyobb mértékben tekintélyes és befolyásos ember lett, számos tanítványt gyűjtvén maga köré, fényes tevékenységet fejtett ki felolvasásaival. Bölcsészete Altenstein miniszter befolyása által a legtágasabb körökben érvényre jutott és úgyszólván porosz állami bölcsészetté lett.
Hegel nemcsak a filozófia főbb diszciplínáiról tartott előadásokat, hanem a jog-, a művészet-, a vallásfilozófiáról, a történelem filozófiájáról és filozófiatörténetről is. Könyv formájában megjelent A jogfilozófia alapvonalai című műve. Első nyugati filozófusként illesztette bele a keleti vallásokat és az indiai filozófiákat integránsan filozófiatörténeti és vallásfilozófiai rendszerébe.
Mindössze négy könyv származik közvetlenül magától Hegeltől. További műveit a hallgatói által gyorsírással készített, szerkesztett és néha kiegészített előadásjegyzetek alkotják, amelyek szöveghűsége vitatható. A Hegel-művek eredetisége filológiai probléma. Viszonylag nehéz olvasni őket, mert nem csak új fogalmakat vezetett be, de gondolatainak átadására kialakított egy sajátos nyelvezetet is.
Tanítványaival 1827-ben alapította a Jahrbücher für wissenschaftliche Kritik című folyóiratot.
1831. november 14-én kolera áldozata lett Berlinben.

## Munkássága
Életművének korszakai egybeesnek életútja jelzett állomásaival.

### Republikánus korszak: 1793–1796 (Bern)
Kiindulópontja az angol és francia felvilágosodás gondolati terméke, valamint Kant olvasása jelzi a társadalmi és a morális problémák jelenvalóságát.
Különbséget tesz pozitív és nem pozitív vallások között – előbbi a kereszténység, amely a feudalizmus támaszává vált, az utóbbi pedig, az ókori vallásokat jellemzi mint a szabadság és az emberi méltóság megteremtését szorgalmazó célkitűzések. Legismertebb kijelentése ezen időszakából: „A nagy, szembeötlő forradalmak előtt a kor szellemében végbe kell mennie egy csendes, titkos »forradalomnak«, amelyet nem mindenki vesz észre, legkevésbé a kortársak, így ezt szavakban kifejezni éppoly nehéz mint megérteni…”

### Frankfurti korszak: 1797–1800
E korszakában a gazdasági problémákat vette szemügyre. Elsősorban az angol közgazdászok munkásságára támaszkodott (például Adam Smithére). E periódusában alakult ki a triadikus rendszere: tézis–antitézis–szintézis. Legismertebb kijelentése ekkoriban: „Felfogni annyit jelent, mint uralkodni”.

### Jénai korszak: 1801–1808
Jénában, Schellinggel közösen 1802-ben megalapították a „Kritisches Journal der Philosophie” (A filozófia kritikai folyóirata) című lapot. A lap irányvonala az objektív idealizmus lett. Schelling valamint Fichte kritizálása mellett támadta a materializmust is, bírálva annak egyoldalúságát. Az erőszak államalapítás esetén jogos és szükségszerű, amennyiben az államot mint valóságos egyéniséget megteremti és megőrzi. A szellem fenomenológiájában megfogalmazódik az a tétel is, hogy csak a szellem egészének van történelme.

### Nürnbergi korszak: 1808–1816
Ez a bürokratikus teendők mellett a Logika kidolgozásának korszaka. A logika Hegelnél metafizika vagy még inkább dialektika. (Hegeltől kezdve a metafizika szónak egy új jelentése lett, mégpedig a valóság mozgását ábrázoló dialektika ellenében a statikus, nyugvó lét leírását jelentette.)
Hegel rendszere szerint a világszellem az elsődleges, a természet mint az önmagától elidegenedett szellem másodlagos.
- Tézis: az eszme.
- Antitézis: a természet.
- Szintézis: az önmagára találó szellem.

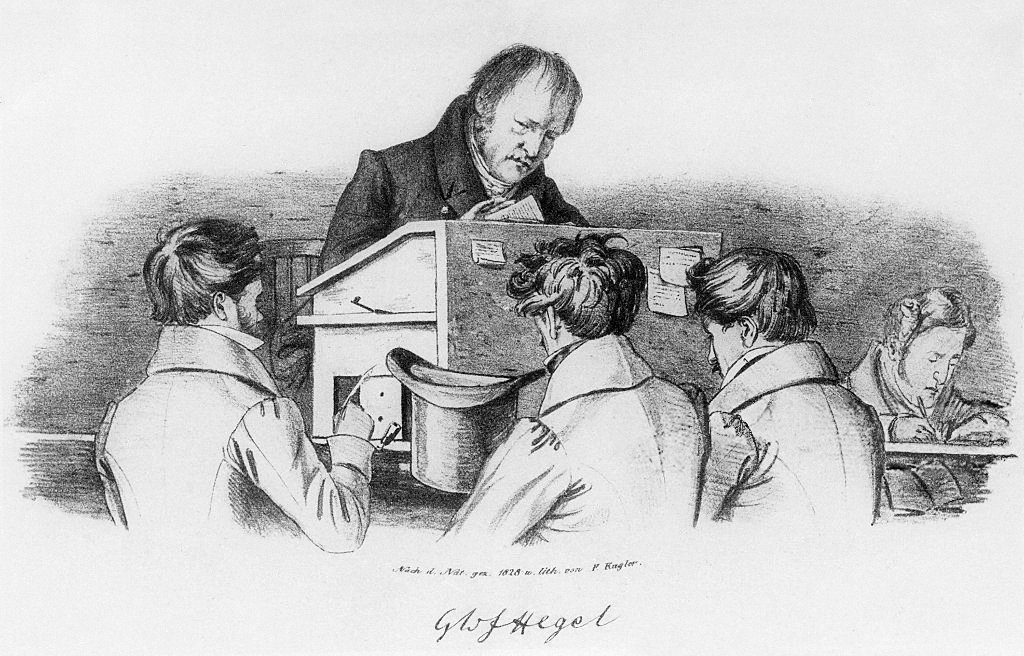
Hegel előadást tart

### Berlini professzorságának időszaka: 1818–1831
A szellemfilozófia tárgya a természet szférájából önmagához visszatért világszellem.
„A különös népszellem alá van vetve a mulandóságnak, lehanyatlik, elveszti jelentőségét a világtörténet számára, megszűnik mint hordozója a legmagasabb fogalomnak, amelyet a szellem magáról alkotott. Mert mindenkor az a nép van soron az uralkodásra, amely megragadta a szellem legmagasabb fogalmát. Lehet, hogy népek megmaradnak, amelynek – már, még – nincsenek ily magas fogalmaik, de világtörténetben és történelemben félre vannak állítva.”
Legismertebb kijelentése ebben az időszakában: „Az igazat ne csak szubsztanciaként, hanem mint szubjektumként is fogjuk fel.” Ez a hegeli ismeretelmélet kulcsa, amivel német idealista elődeihez (Kant, Fichte és Schelling) hasonlóan a szubjektum megismerési folyamatban játszott szerepét szeretné tisztázni.
Arisztotelész és Aquinói Szent Tamás mellett Hegel tekinthető a legnagyobb rendszergondolkodónak.

## Filozófiája
Hegel abszolút idealista alapon egyesek szerint zárt, más kutatók szerint nyitott bölcseleti rendszert dolgozott ki, mely három fő részre tagolható:
1. Logika
2. Természetfilozófia
3. Szellemfilozófia

Filozófiájának gyökere: a fejlődés gondolata, a történetiség elve, a dialektika törvényeinek kidolgozása (a meghatározások egymás tartalmából való kibontakozása, az ellentétek harca). A természeti és történeti változásokat az antropomorfnak tekintett abszolút eszme önmozgásával indokolja. Szerinte a világtörténelem fejlődésének végső soron egyetlen meghatározója van: a világszellem önmegismerési folyamata. Ez a folyamat lényegében a kultúra kiteljesedése, s végső megjelenési formája a felvilágosult porosz állam.
Hegel szerint a szellem a történelem során elidegenedett magától, külsővé vált, majd ismét megbékült magával, vagyis visszatért önmagába. (Ez a metafora a nevelődésregények (például Goethe: Wilhelm Meister vándorévei) szerkezetét veszi át.)

### Logika

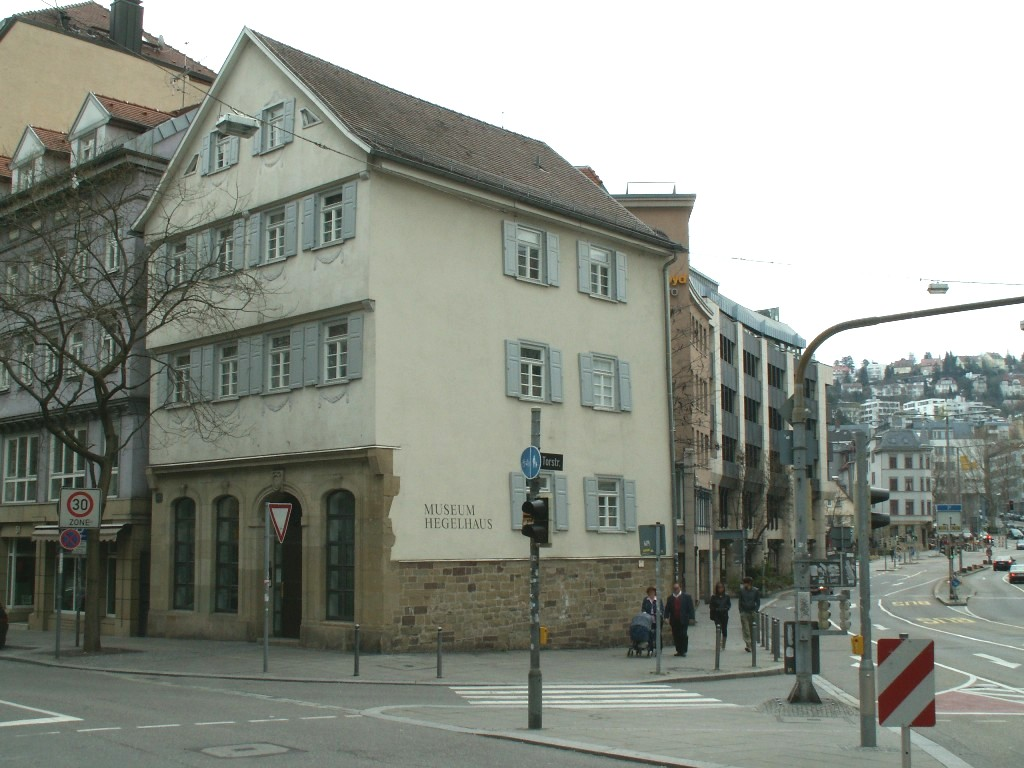
Hegel szülőháza Stuttgartban, Németország

A megismerés minden formájában az abszolút szerez önmagáról ismeretet. A hegeli logika fölhasználja a hagyományos logikai formákat, tehát a fogalom, ítélet, következtetés sorát, amit a Logika Fogalom tana című részében fejt ki. A logika hegeli meghatározása: „a tiszta eszme tudománya, a gondolkodás elvont elemében megnyilvánuló eszméé”.
A logika az eszméket a magánvalóság tiszta tér és idő nélküli állapotban tekinti. Hegel a korabeli filozófiai vitákat tekintve jelentette ki, hogy véget kell vetni annak a „méltatlan színjáték”-nak, hogy egy művelt népet látunk „metafizika nélkül; mintha egy különben változatos díszített templomot látnánk oltár nélkül”.
A logika arra tart igényt, hogy a „tiszta ész rendszere legyen”, a tiszta gondolat birodalma, amely maga az igazság azaz a világ még mielőtt elvált volna Istentől.
Hegel Logika c. művében a fogalom önkifejlődését írja le: azt mutatja be, hogyan válik egy meghatározott folyamat során abszolút eszmévé. A fogalom a logika végén elidegenedik önmagától, anyagi természetté válik, s mint ilyen folytatja útját, fejlődésének a csúcspontját az állati szervezetben éli meg. A fogalom ekkor ismét egy metamorfózison keresztül megy és szellemé válik. Ez a szellem az emberi tudat. Tehát Hegel logikája az emberi megismerés folyamatát is leírja.
A logika – írja Hegel – behatol az ember mindenféle természetes magatartásába, érzésébe, szemlélésébe, vágyakozásába, szükségszerűségébe, ösztönébe és a természetet emberibbé, célszerűvé teszi.
Hegel szerint a logikát úgy kell felfogni mint a tiszta ész rendszerét, mint a tiszta gondolat birodalmát. „Ez a birodalom az igazság a maga leplezetlen magán- és magáértvalóságban. Ezért úgy is kifejezhetjük magunkat, hogy ez a tartalom Isten kifejtése, amilyen örök lényegében, a természet és egy véges szellem megteremtése előtt”.
Hegel úgy gondolja, hogy az addigi filozófia nem találta meg a módszerét amivel a filozófiát tudományosabbá tehették volna, bár Spinoza és Wolff már megpróbálkozott vele. Ezért tartja fontosnak, hogy a logikát kidolgozzák, hisz ez lehet a filozófia tudományos módszere. Amit fontos felismerni a tudományos haladás céljából, az annak a logikai tételnek a felismerése, hogy a negatív is pozitív, azaz az önmagának ellentmondó nem oldódik fel semmivé, hanem a lényeg tartalmának a negációja lesz.
A logika a tudomány tudománya – írja Hegel – az árnyak birodalma, az egyszerű lénységek rendszere, amely mentes minden érzékiségtől
Hegel a logikát objektív és szubjektív logikára osztja. Az objektív logika veszi át a metafizika helyét: „a metafizika a gondolkodás tiszta formáival igyekezett megragadni a különös, mindenekelőtt a képzeletből vett szubsztrátumokat, a lelket, a világot, az Istent…A logika azonban ezeket a formákat ama szubsztrátumoktól, a képzet szubjektumaitól megszabadultan, a természetüket és értéküket önmagában tekinti” (Hegel: A logika tudománya I. Bev.)
A szubjektív logika a fogalom logikája, azé a lényegé amely maga a szubjektum.
A logika szubjektív és objektív mivolta további három részre van osztva: a lét logikája, a lényeg logikája és a fogalom logikája.

### Természetfilozófia
A kialakult eszme itt átcsap ellentettjébe, természetté válik. A természet is az eszme, csak alvó, anyagi szférában.
Részei:
- Mechanika: tér és idő, mechanikai mozgás, anyag és mozgás.
- Fizika: testekkel, elemekkel, fénnyel, hanggal, elektromossággal foglalkozott.
- Szerves fizika: a Föld természetét, történetét, valamint a növény- és állatvilágot szemléli.

### Szellemfilozófia

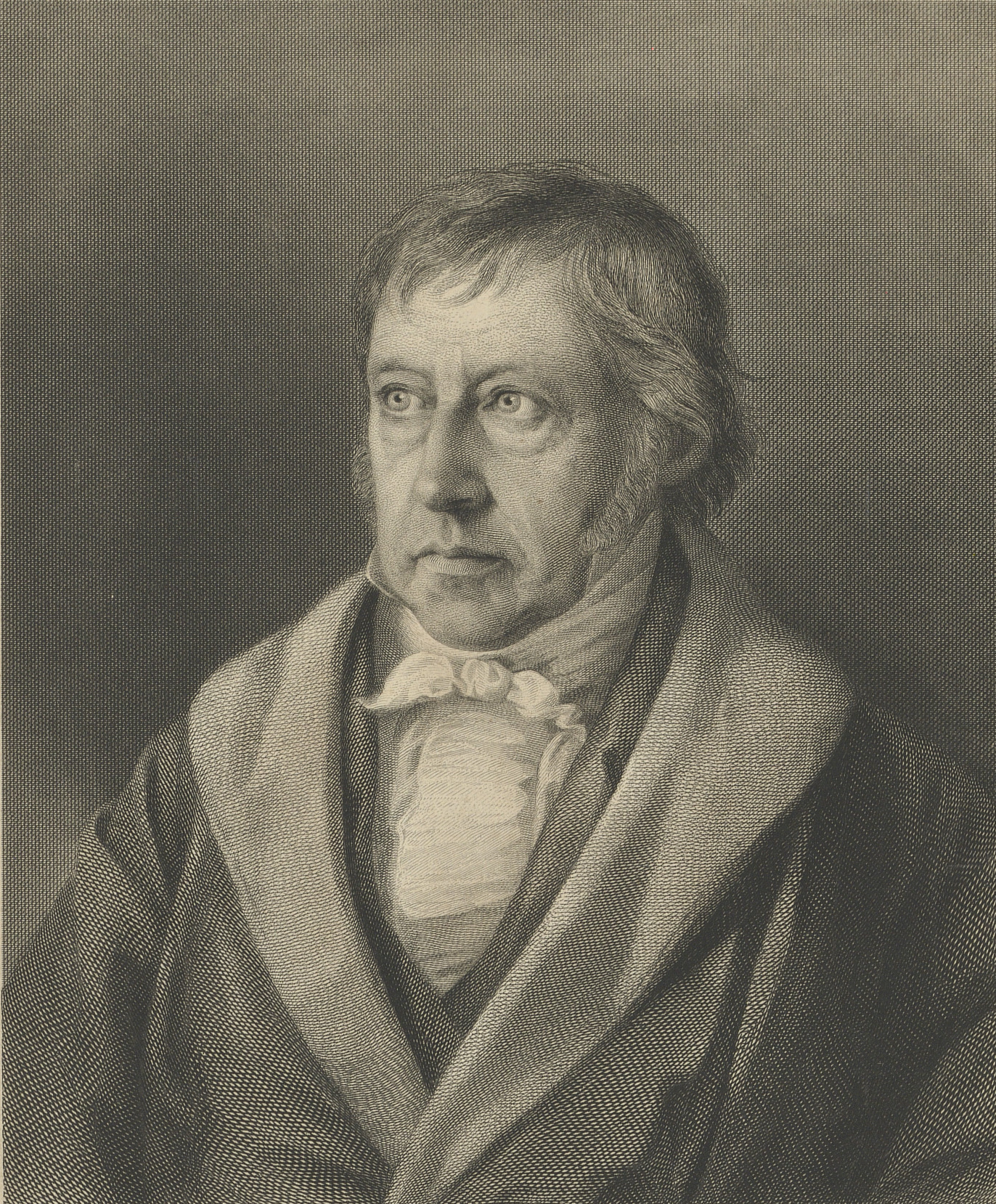
Hegel

A szellem filozófiájában Hegel azt mutatja be, hogy a véges emberi szellem hogyan ismeri fel az abszolútummal való azonosságát. Azt mutatja meg, hogy az abszolútum hogyan jut egyre teljesebb öntudatra a szubjektív és az objektív szellem közvetítésével.

#### A szubjektív szellem
Az önmagát szemlélő szellem.
A szubjektív szellemnek három alakzata van: a lélek, a tudat és a szubjektív szellem. A lélek az érzékelő és érző szubjektum, ami az átmenet a természetiből a szellemibe.
A lélek-állapot „a szellem alvása”. Ez az állapot az arisztotelészi filozófiából ismert növényi és állati lélek fogalmához hasonló. Bár a lélek érzékeli önmagát, még nem jutott el abba a stádiumba, hogy öntudata legyen: érzéseinek és érzelmeinek él.
A test – írja Hegel – a szellem külsővé válása. A következő fázisban a tudat fázisában a lélek kiemelkedik az alany és tárgy egységéből, és szembekerül a tárggyal. Megjelenik az öntudat: a lélek már tud magáról és felismeri, hogy rajta kívül más tudatok is vannak, amelyek függetlenek tőle.
A harmadik fázisban megjelenik az ész. Ebben a fázisban a szellem már nemcsak felismeri, hogy individuum és hogy létezik tőle különálló világ is, hanem alakítja is azt.

#### Az objektív szellem
A magát elképzelő szellem.

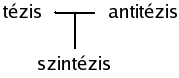
Georg Hegel német filozófus szerint egy-egy eszme a maga ellentétébe csap át, majd mindkettő feloldódik egy átfogó elvben

Az objektív szellem a jog, a moralitás és az erkölcsiség területét öleli fel.
A jog a szellem szabadságának külső szférát kell adjon. Ezt úgy teszi, hogy sajátjává tesz és használ dolgokat. Egy személyhez hozzátartozik az a képesség, hogy birtokokat és jogokat gyakoroljon tulajdonával kapcsolatban. A jog csak rendezett jogviszonyokban érvényesülhet.
A jogrend csupán külső egyeztetések, társadalmi megegyezések, hatalmi döntésekből áll. A jog szférában – írja Hegel – a szellem még nem ismeri fel az azonosságát a természettel.
A moralitás nem más mint akaratmeghatározottság. Hegel itt azt vizsgálja, hogy milyen esetekben erkölcsös egy cselekedet, a jó szándék, és a kötelesség. A lelkiismeret fontosságát hangsúlyozza. Elutasítja Kant azon álláspontját, hogy a cselekedet elveszti morális értékét, ha a hajlamok vagy ösztönök közrejátszanak. A moralitás csupán belső megegyezés az ész törvényeivel, vagyis az abszolútummal.
Ebben a fázisban azonban a szellem még nem ismeri fel pontosan hogy az ész törvénye egyben az abszolútum törvénye is.
Az erkölcsiség a pozitív jog külsődlegességének és a moralitásnak egysége a kötelességet mintegy megtestesítő külső törvények, normák alapján.
Az erkölcsiség a család, a polgári társadalom, és az állam intézményeiben található meg. Az állam a tökéletes szabadság megvalósítása, amennyiben a törvényekben az ész rendje érvényesül. Az állam felette áll az egyéneknek.
A legjobb állam – Hegel szerint – a monarchikus, trónöröklésen alapuló alkotmányos állam.
Hegel az államfilozófián belül elemzi a világtörténelmet is. A világtörténelemben szerinte az isteni ész uralkodik. A világtörténelmet egymást követő államok (népszellemek) közötti viszonyok alkotják. Azt mondja erről: minden kor megtermeli a maga gyümölcsét, ami majd édes mérgévé válik, s ami megöli őt. De hamvaiból egy új, jobb kor fog születni. A világtörténelem nem a boldogság talaja: szenvedésekkel, könnyekkel, vérrel van teli.
A világtörténelem végső célja a teljes szabadság elérése.

#### Az abszolút szellem
Az önmagát szemlélő szellem.
Az abszolút szellem az objektív és a szubjektív szellem szintézise. Az abszolút szellemben az öntudat a művészeten a valláson a filozófián keresztül teljes egészében tud magáról.
A művészet az abszolútum megjelentése szemlélet formájában. A művészeti szép: „középen foglal helyet az érzéki mint olyan és a tiszta gondolat között”.
A művészet a természetben rejlik, hogy objektív létezésbe fordítja magát. A vallás belső lényege a kultuszban és a dogmában elhomályosulhat, a művészet lényege az objektivitásban csak még tisztábban, még tökéletesebben jelenhet meg.
A vallás az abszolútum önközlése és a róla való gondolkodás képzetek segítségével.
Hegel vallásfilozófiája a következő idézettel írható le: „A keresztény vallásnak mint egyáltalában a vallás legmagasabb fokának a tartalma teljességgel egybeesik az igaz filozófia tartalmával” .
Isten létével kapcsolatban a filozófus nem szorul bizonyítékokra, hisz minden gondolkodás végső feltétele Isten. Minden istenérvet megelőzően tudunk Istenről, és éppen ez a tudás különböztet meg minket az állatoktól. (Lásd még a Hegel gondolkodása a vallásról szakaszt!)
A filozófia az abszolútum gondolatokban megragadva. A filozófia tárgya megegyezik a valláséval, de felülmúlja a vallást. A vallás azért hiányos – Hegel szerint – mert a végtelen és a véges (Isten és ember azonossága) csak a hívők közössége számára ismert. További hiányossága a vallásnak, hogy a vallási tudat és Isten azonosságát csak objektív módon, a dogma formulájában tárja fel. Ezt a tudatot kell átalakítani önmagához visszatérő filozófiai tudattá, hogy feltárulhasson a szellem önmagával való azonossága.

### Hegel gondolkodása a vallásról
Hegel szerint „a vallás az isteni szellem önmagáról való tudata, a véges szellem közvetítése révén”
Hegel szembehelyezkedik az addigi filozófiai hagyományokkal, melyek Isten „egy lényegét” egy racionális teológia keretébe helyezték, vagy amelyek az „egyéni üdvözülésről” beszéltek. Hegel nem választja el az istenfogalmat, annak az emberi történelemben megvalósulásától, hanem ebből alkotja meg Isten „életrajzát”. Isten a történelemben a „maga igazságában” valósul meg. Ez olyan igazság amely a szellem szabadságára támaszkodik.
A vallásnak és a filozófiának azonos a tartalma – írja Hegel – a különbség csupán a nyelvi kifejezésekben van: „A vallás minden ember számára létezik, a filozófia azonban nem minden ember számára létezik”. A filozófia a vallás igazságát mondja ki. Azt az igazságot, hogy az isteni szeretet, a szellem a szubsztancia, a szubjektum örökké önmagába visszatérő folyamat.

## Utóélete

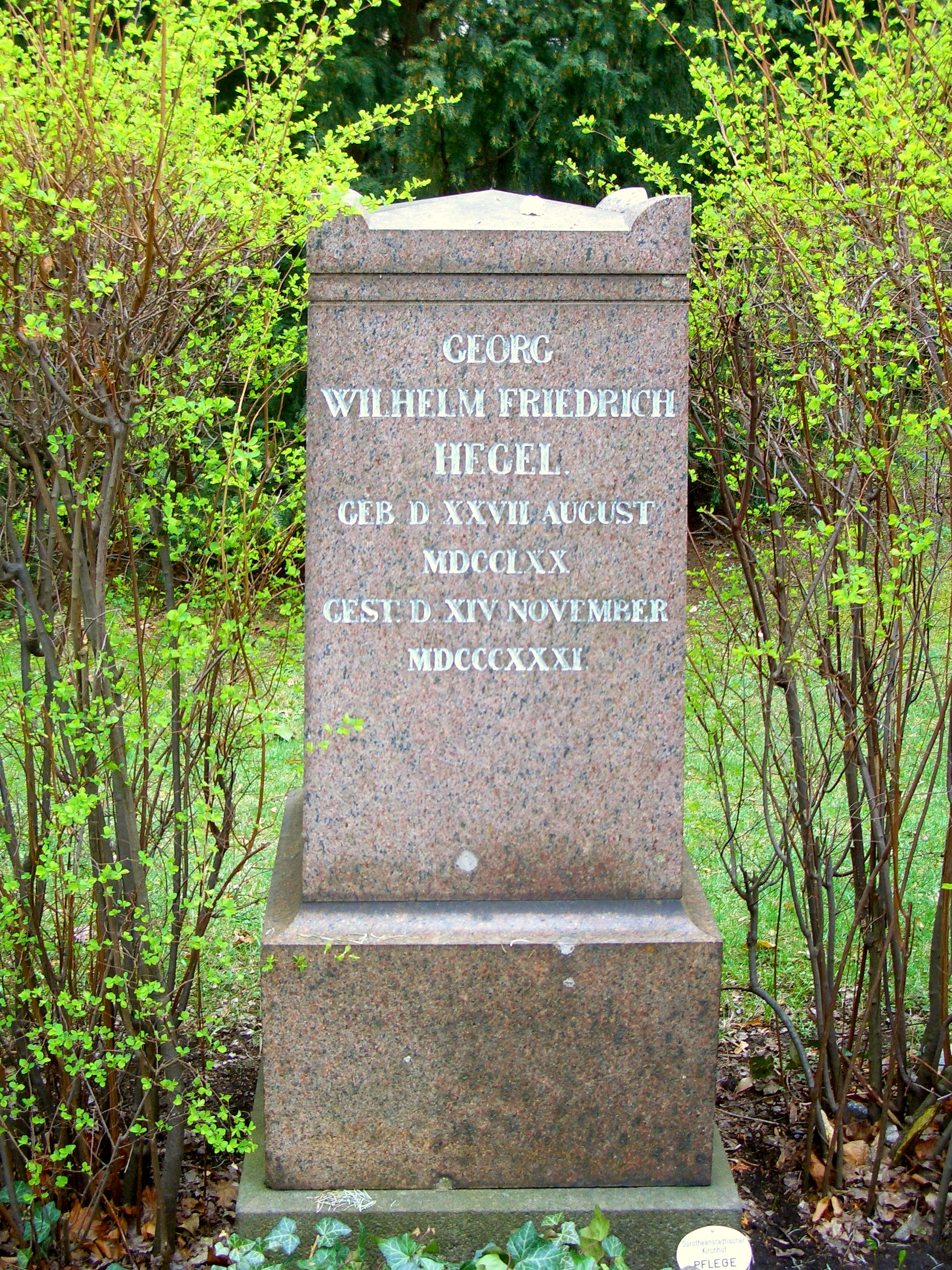
Hegel sírja, Berlin, Németország

Tanítványai kezdetben szellemi csoportot alkottak, ám a zárt rendszer továbbfejlesztése és továbbvitele kudarcba fulladt, mivel a tanítványok két csoportra szakadtak. E két tömörülés kapta, az ifjúhegeliánus és óhegeliánus nevet. Ez idő tájt materialista bírálatok is érték tanait, melynek egyik legnagyobb szószólója Marx volt. Leegyszerűsítette Hegel remekművét, amely ezáltal sokat vesztett eredetiségéből és értékéből.
Másik oldalról nézve, Schopenhauer, Nietzsche és Kierkegaard filozófiájának megjelenésével a hegeli mű összeomlott, a rendszerfilozófiák kora leáldozott.
Hegel jelentős befolyást gyakorolt a XIX. században a születő magyarországi filozófiára, habár könyveinek magyar fordítását csak az 1950-es évektől kezdték kiadni.

## Magyarul megjelent művei
- Ember és történelem; ford., bev. Sándor Pál; Codex, Bp., 1942
- A filozófiai tudományok enciklopédiájának alapvonalai, 1-3.; ford., utószó, jegyz. Szemere Samu; Akadémiai, Bp., 1950–1968 (Filozófiai írók tára. Új folyam)
  - A logika; 1950
  - A természetfilozófia; 1968
  - A szellem filozófiája; 1968
- Esztétikai előadások; ford., jegyz. Zoltai Dénes, szerk., bev. Lukács György; Akadémiai, Bp., 1952
- A logika tudománya, 1-2.; ford. Szemere Samu; Akadémiai, Bp., 1957
- Előadások a filozófia történetéről, 1-3.; ford., utószó Szemere Samu, bev. Fogarasi Béla; Akadémiai, Bp., 1958–1960
- A szellem fenomenológiája; ford. Szemere Samu; Akadémiai, Bp., 1961 (Filozófiai írók tára)
- Előadások a világtörténet filozófiájáról; ford., utószó, jegyz. Szemere Samu; Akadémiai, Bp., 1966 (Filozófiai írók tára)
- A jogfilozófia alapvonalai vagy A természetjog és államtudomány vázlata; ford., utószó, jegyz. Szemere Samu; Akadémiai, Bp., 1971 (Filozófiai írók tára)
- Történelem és társadalom; vál., bev. Huszár Vilmos, ford. Szemere Samu; Kriterion, Bukarest, 1972 (Téka)
- Esztétika; vál., jegyz., utószó Zoltai Dénes, ford. Tandori Dezső; Gondolat, Bp., 1974
- Ifjúkori írások. Válogatás; előszó Almási Miklós, vál. Márkus György, ford. Révai Gábor; Gondolat, Bp., 1982 (Gondolkodók)
- Vallásfilozófiai előadások; ford. Csikós Ella et al., jegyz., előszó Zoltai Dénes; Atlantisz Könyvkiadó, Bp., 2000 (Mesteriskola), ISBN 9789639165441
- Georg Wilhelm Friedrich Hegel–Friedrich Wilhelm Joseph Schelling: Hit és tudás. Tanulmányok a Kritisches Journal der Philosophieból; ford. Nyizsnyánszki Ferenc; Osiris–Gond-Cura Alapítvány, Bp., 2001 (Horror metaphysicae)
- Előadások a művészet filozófiájáról (ford. Zoltai Dénes), Atlantisz Könyvkiadó, Budapest, 2004 (Mesteriskola), ISBN 9789639165625
- A művészet filozófiája. P. von der Pfordten lejegyzésében, 1826; ford., jegyz. Zoltai Dénes; Vivace, Bp., 2009[halott link]